# Regimin
Regimin ist ein Dorf und Sitz der gleichnamigen Gemeinde im Powiat Ciechanowski der Woiwodschaft Masowien, Polen.

## Gemeinde
Zur Landgemeinde (gmina wiejska) Regimin gehören 25 Ortschaften mit einem Schulzenamt (sołectwo):
Grzybowo
Jarluty Duże
Jarluty Małe
Kalisz
Karniewo
Kątki
Klice
Kliczki
Kozdroje-Włosty
Koziczyn
Lekowo
Lekówiec
Lipa
Mościce
Pawłowo
Pawłówko
Pniewo-Czeruchy
Pniewo Wielkie
Przybyszewo
Radomka
Regimin
Szulmierz
Targonie
Trzcianka
Zeńbok

## Verkehr
Der Ortsteil Pniewo-Czeruchy hat den Haltepunkt Czeruchy an der Bahnstrecke Warszawa–Gdańsk.